# Борисов, Евгений Валерьевич
Евге́ний Вале́рьевич Бори́сов (род. 7 марта 1984, Климовск, Московская область) — российский легкоатлет, специалист по барьерному бегу. Выступал за сборную России по лёгкой атлетике в 2003—2012 годах, бронзовый призёр чемпионата мира в помещении, многократный победитель и призёр первенств национального значения, участник летних Олимпийских игр в Пекине. Представлял Московскую область и физкультурно-спортивное общество «Динамо». Заслуженный мастер спорта России.

## Биография
Евгений Борисов родился 7 марта 1984 года в Климовске, Московская область.
Занимался лёгкой атлетикой под руководством тренера Игоря Владимировича Арабаджева, выступал за всероссийское физкультурно-спортивное общество «Динамо».
Впервые заявил о себе в сезоне 2003 года, когда на зимнем чемпионате России в Москве выиграл серебряную медаль в беге на 60 метров с барьерами. Попав в состав российской национальной сборной, выступил на юниорском европейском первенстве в Тампере.
В 2005 году стал серебряным призёром на зимнем чемпионате России в Волгограде, стартовал на молодёжном европейском первенстве в Эрфурте и на летней Универсиаде в Измире.
В 2006 году одержал победу на зимнем чемпионате России в Москве, дошёл до стадии полуфиналов на домашнем чемпионате мира в помещении в Москве, стал вторым на летнем чемпионате России в Туле, участвовал в чемпионате Европы в Гётеборге.
В 2007 году победил на зимнем чемпионате России в Волгограде, отметился выступлением на чемпионате Европы в помещении в Бирмингеме, получил серебро на летнем чемпионате России в Туле, финишировал шестым на Универсиаде в Бангкоке.
В 2008 году превзошёл всех соперников на зимнем чемпионате России в Москве, завоевал бронзовую награду на чемпионате мира в помещении в Валенсии, с национальным рекордом России (7,44) выиграл бег на 60 метров с барьерами на домашнем Кубке Европы в помещении в Москве, где также стал победителем мужского командного зачёта. На летнем чемпионате России в Казани был лучшим в беге на 110 метров с барьерами — благодаря этой победе удостоился права защищать честь страны на летних Олимпийских играх в Пекине. На Играх, однако, выбыл из борьбы уже на предварительном квалификационном этапе.
После пекинской Олимпиады Борисов остался в составе российской легкоатлетической сборной и продолжил принимать участие в крупнейших международных стартах. Так, в 2009 году он вновь победил на зимнем чемпионате России в Москве, занял пятое место на чемпионате Европы в помещении в Турине, выиграл летний чемпионат России в Чебоксарах, отметился выступлением на чемпионате мира в Пекине. Перепроверка его допинг-пробы, взятой на чемпионате мира, показала наличие запрещённого стероидного препарата туринабола — в результате все его результаты с 20 августа 2009 года по 19 августа 2011 года были аннулированы, в том числе победы на двух последующих зимних чемпионатах России, на одном летнем чемпионате России, выступления на чемпионате мира в помещении в Дохе и на чемпионате Европы в помещении в Париже.
В 2012 году на зимнем чемпионате России в Москве Борисов разделил первое место в беге на 60 метров с барьерами с Константином Шабановым, поучаствовал в чемпионате мира в помещении в Стамбуле, стал серебряным призёром на летнем чемпионате России в Чебоксарах.
В 2015 году добавил в послужной список серебряную награду, полученную на зимнем чемпионате России в Москве.
За выдающиеся спортивные достижения удостоен почётного звания «Заслуженный мастер спорта России» (2010).